# Alexander Wassiljewitsch Filipenko

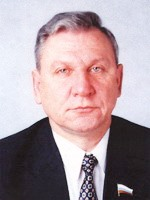
Alexander Wassiljewitsch Filipenko

Alexander Wassiljewitsch Filipenko (russisch Алекса́ндр Васи́льевич Филипе́нко; * 31. Mai 1950 in Qaraghandy, Kasachische Sozialistische Sowjetrepublik, UdSSR) ist ein russischer Politiker und Staatsmann.

## Biographie
Filipenko absolvierte 1967 mit Auszeichnung die Allgemeinschule in Qaraghandy und war im Anschluss für kurze Zeit in einem Werk für Radioanlagen in Petropawl tätig. Zwischen 1968 und 1973 schloss er ein Studium des Bauingenieurwesens an der Sibirischen Staatlichen Autobahnuniversität in Omsk. Nach dem Studium arbeitete Filipenko vier Jahre lang als Oberingenieur in Surgut.
1977 wurde Filipenko als Ausbilder in den Autonomen Kreis der Chanten und Mansen der RSFSR entsandt, wo er später als Leiter der Bauabteilung eingesetzt wurde.
1982 stieg Filipenko zum ersten stellvertretenden Vorsitzenden des Exekutivkomitees des Autonomen Kreises der Chanten und Mansen auf. Von 1983 bis 1988 arbeitete er als erster Sekretär des Parteikomitees im Beresowsky-Rajon.
1990 wurde Filipenko zum Abgeordneten des Regionalrats der Volksdeputierten der Oblast Tjumen gewählt.
Auf Erlass von Boris Jelzin wurde Filipenko 1991 Verwaltungsleiter des Bezirks Chanty-Mansijsk. 1995 erfolgte seine Berufung zum Gouverneur des Autonomen Kreises der Chanten und Mansen, nachdem dieser den Status des vollwertigen Subjekts der Russischen Föderation erlangte. Im Oktober 1996 erhielt er bei den Gouverneurswahlen mehr als 70 Prozent der Stimmen.
Zwischen 1996 und 2000 saß Filipenko im Föderationsrat und war dort im Ausschuss für die Angelegenheiten des Nordens und der indigenen Völker vertreten. Im März 2000 wiederholte er mit mehr als 90 Prozenten der erzielten Stimmen seinen Erfolg bei den Gouverneurswahlen im Autonomen Kreis der Chanten und Mansen.
2003 ließ sich Filipenko von der Fraktion Einiges Russland in die Staatsduma wählen, legte allerdings nach den Wahlen sein Mandat überraschend nieder.
Im Februar 2005 ernannte Wladimir Putin Filipenko erneut zum Gouverneur des Autonomen Kreises der Chancen und Mansen/Jugra. Fünf Jahre später wurde Filipenko auf Vorschlag von Dmitri Medwedew vom Parlament des Autonomen Kreises durch Natalja Komarowa abgelöst.
Von 2010 bis 2018 war Filipenko als Wirtschaftsprüfer in der Rechnungskammer der Russischen Föderation tätig.